# Brisinga gunnii
Brisinga gunnii är en sjöstjärneart som beskrevs av Alcock 1893. Brisinga gunnii ingår i släktet Brisinga och familjen Brisingidae. Inga underarter finns listade i Catalogue of Life.